# Edmund Glaise-Horstenau

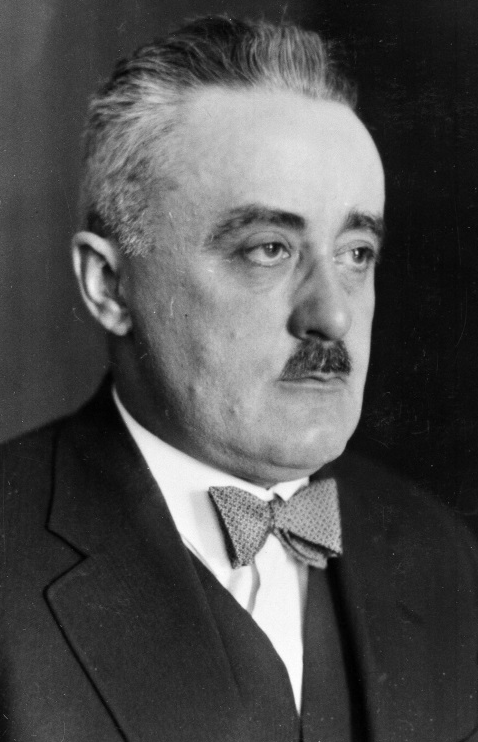
Edmund Glaise-Horstenau, Aufnahme von Max Fenichel

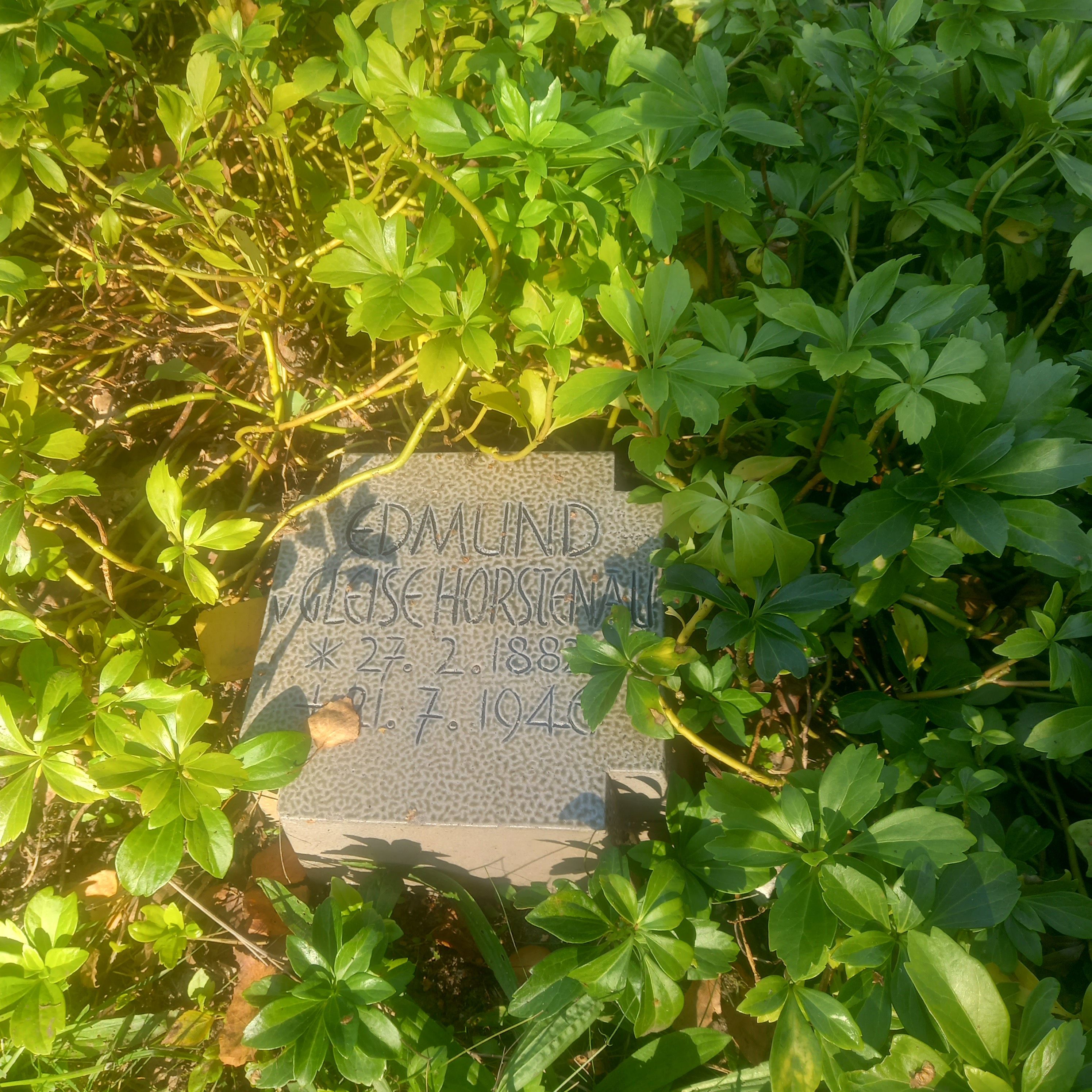
Das Grab von Edmund Glaise-Horstenau auf dem Südfriedhof (Nürnberg)

Edmund Hugo Guilelmus Glaise von Horstenau, ab 1919 Edmund Glaise-Horstenau (* 27. Februar 1882 in Braunau am Inn; † 20. Juli 1946 im Lager Langwasser bei Nürnberg) war österreichischer Nationalsozialist, Militärhistoriker, Publizist, Vizekanzler im Kabinett Seyß-Inquart und General der Infanterie.

## Leben bis zum Anschluss 1938
Edmunds Mutter Johanna stammte aus einer in Braunau eingesessenen Postmeister- und Gastwirtsfamilie; sein Vater Hugo war ein zeitweilig in Braunau garnisonierter Major a. D., der aus einer seit dem 18. Jahrhundert in Wien ansässigen, ursprünglich aus Frankreich stammenden Offiziersfamilie kam. Er wurde nach dem frühen Tod seines Vaters in einer Militärschule erzogen, und trat danach in die Theresianische Militärakademie in Wiener Neustadt ein. Ab 1903 Berufsoffizier, erfolgte seine Generalstabsausbildung auf der Kriegsschule. 1913 war er als Hauptmann d. G. dem österreichischen Kriegsarchiv dienstzugeteilt.
Während des Ersten Weltkrieges diente Glaise von Horstenau nach einer kurzen Frontverwendung als Generalstabsoffizier in Galizien ab 1915 im Referat für Presse und Politik im k.u.k. Armeeoberkommando (AOK). In dieser Funktion arbeitete er eng mit dem deutschen Militärbevollmächtigten beim österreichisch-ungarischen Generalstab August von Cramon, zusammen und dürfte diesem auch wichtige Informationen über die ohne Kenntnis des deutschen Bündnispartners geführten Separatfriedenssondierungen Kaiser Karls zugespielt haben. 1918 kehrte er an das Kriegsarchiv zurück, dessen Direktion er zwischen 1925 und 1938 innehatte.
1919 bis 1921 studierte Glaise an der Universität Wien, unter anderem bei Heinrich von Srbik. Seit 1924 war er österreichischer Hofrat. 1932 mit dem Ehrendoktorat der Universität München ausgezeichnet, erhielt er 1934 die Venia legendi an der Universität Wien für neuere Kriegs- und Heeresgeschichte.
Glaise-Horstenau war zudem Mitarbeiter im Nachrichtendienst des österreichischen Bundesheeres, wo er 1934 zum Oberst in der Evidenz ernannt wurde. In dieser Zeit trat er über den Nachrichtenoffizier Wilhelm Ergert mit dem deutschen Militärattaché Wolfgang Muff, der einen regen Kontakt zum österreichischen Nachrichtendienst pflegte, in Kontakt, um sich für einen Anschluss Österreichs an Deutschland einzusetzen.
Vom Monarchismus, einer starken emotionalen Anteilnahme am Kampf der Südtiroler gegen die Italienisierung, einer romantischen Reichsideologie und einem Glauben an unverrückbare Determinanten einer Geopolitik entwickelte er sich zu einem „betont Nationalen“ der 1930er Jahre. Politischer Ehrgeiz und persönliche Eitelkeit motivierten den Publizisten Glaise, der durch populäre militärhistorische und militärpolitische Vortrags- und Publikationstätigkeit einen gewissen Bekanntheitsgrad in der Öffentlichkeit Österreichs und Deutschlands hatte, dazu, sich ab 1934 Kurt Schuschnigg als potenziellen Verbindungsmann zu den deutschnationalen oppositionellen Kreisen anzubieten.
Seit 1934 Mitglied im Staatsrat und im Bundestag des österreichischen autoritären Ständestaats, machte ihn Schuschnigg am 11. Juli 1936 zum Bundesminister ohne Portefeuille, der im Rahmen der „inneren Befriedigung“ als Flügelmann der Regierung zu den deutschnationalen oppositionellen Kreisen, d. h. den Nationalsozialisten, dienen sollte. Glaise spielte als Mittelsmann zwischen Schuschnigg und Adolf Hitler neben Franz von Papen eine Rolle beim Zustandekommen des österreichisch-deutschen Abkommens vom 11. Juli 1936 (Juliabkommen).

## Der Anschluss Österreichs und der Nationalsozialismus
Als Schuschnigg für den 13. März 1938 eine Volksbefragung ansetzte, um die Invasion der Deutschen abzuwenden, zwangen Glaise-Horstenau und Seyß-Inquart den Bundeskanzler am 11. März nach telefonischer Abstimmung mit Göring zum Rücktritt. Im kurzlebigen Übergangskabinett (11./12./13. März 1938) des Nationalsozialisten Arthur Seyß-Inquart wurde Glaise-Horstenau zum Vizekanzler ernannt. Nach der Besetzung Österreichs durch deutsche Truppen und dem „Anschlussgesetz“ wurde Glaise-Horstenau am 15. März 1938 Angehöriger der von Adolf Hitler eingesetzten österreichischen Landesregierung mit der Dienstbezeichnung „Deutscher Staatsminister“ unter Reichsstatthalter Seyß-Inquart. Gleichzeitig wurde er Mitglied des Großdeutschen Reichstages sowie Mitglied der SA, in der er 1943 zum Gruppenführer ernannt wurde. Am 28. Juni 1938 beantragte er die Aufnahme in die NSDAP und wurde rückwirkend zum 1. Mai desselben Jahres aufgenommen (Mitgliedsnummer 6.255.681).

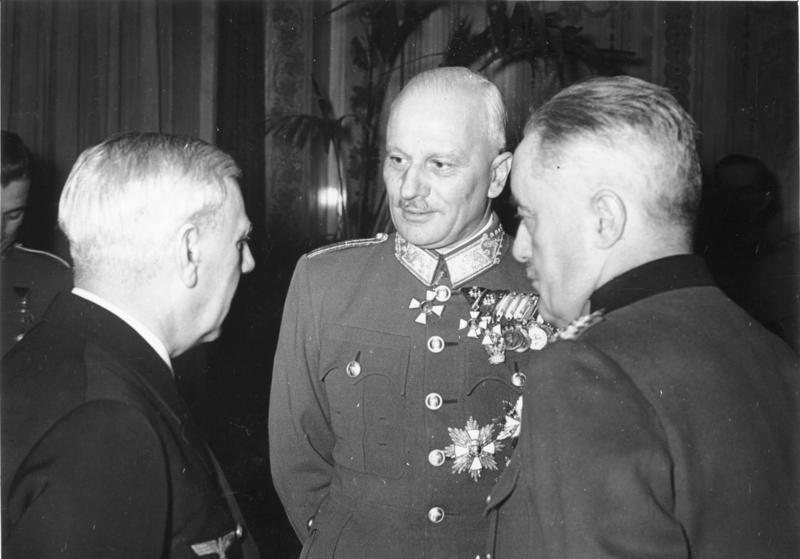
Glaise-Horstenau (rechts) mit Wilhelm Canaris (links) und dem ungarischen Wehrminister Károly Bartha (Mitte) am 23. Januar 1941

1939 wurde Glaise-Horstenau in den Beirat der antisemitisch ausgerichteten Forschungsabteilung Judenfrage im Reichsinstitut für Geschichte in München berufen. Nach Kriegsbeginn wurde er im November als General z. b. V. (zur besonderen Verwendung) beim OKW einberufen und zunächst als Inspekteur der Kriegsgräberfürsorge abgeschoben. Daher konnte er ab 1940 als Honorarprofessor für Heeres- und Truppengeschichte an der Universität Wien wirken.
Von April 1941 bis September 1944 war er als „Deutscher Bevollmächtigter General in Kroatien“ Vertreter der Wehrmacht beim Ustaša-Regime in Agram. Als Militärattaché und territorialbefehlshabender General, verantwortlich für den Einsatz der deutschen Truppen zeigte er beachtenswerten Mut und Geschick bei zahlreichen Versuchen, die von allen Seiten im Kampf verübten Gräueltaten einzudämmen oder zumindest zu mildern – so geschehen z. B. bei den Verbrechen der Ustaša im KZ Jasenovac. Dabei geriet er in zunehmende Spannung zum Bündnispartner Italien und zum Ustaša-Regime und wurde unter anderem auf persönliche Intervention des kroatischen Diktators Pavelić im Herbst abberufen.
Nach seinem Sturz erlebte Glaise den Zusammenbruch des NS-Staats in Wien und Salzburg. Vom Februar bis April 1945 stand er im Zusammenhang mit Versuchen, für Österreich mit den Westmächten einen besonderen Waffenstillstand, ähnlich dem für den italienischen Raum, abzuschließen.
Im Jahre 1943 bat Glaise-Horstenau bei Hitler um Hilfe bei einem finanziellen Engpass. In längeren Verhandlungen zwischen dem Reichsfinanzministerium und dem Leiter der Reichskanzlei Hans Heinrich Lammers wurde eine Schenkung an Glaise-Horstenau ventiliert, damit er die Hypotheken für sein Haus weiter zahlen könne. Als das Finanzministerium die Schenkung ablehnte, entschied Hitler im Januar 1944, Glaise-Horstenau eine Schenkung von 100.000 Reichsmark zukommen zu lassen.

## Lebensende
In den Nürnberger Prozessen trat Glaise-Horstenau als Zeuge auf. Aus Furcht, in Österreich wegen seiner Rolle bei der deutschen Annexion Österreichs hart bestraft zu werden, beging er in der Haftanstalt Lager Nürnberg-Langwasser am 20. Juli 1946 Suizid.
In seiner Zeit als Militärdiplomat in Agram hatte er die Niederschrift seiner Autobiographie begonnen, die er während der Haft 1945/46 bis kurz vor seinem Tod fortsetzte. Seine umfangreichen Erinnerungen bieten ein Porträt der österreichischen Eliten in den letzten Jahren der österreichisch-ungarischen Monarchie und der Zwischenkriegszeit. Sie wurden vom österreichischen Staatsarchivar Peter Broucek gesammelt und zwischen 1980 und 1988 herausgegeben.

## Hauptwerke
- Österreich-Ungarns letzter Krieg, 7 Bände, 1931–35 (Hrsg.)
- Die Katastrophe, 1928
- Franz Josephs Weggefährte, 1930